# Natação nos Jogos da Commonwealth de 2010
A natação nos Jogos da Commonwealth de 2010 foi realizado em Delhi, na Índia, entre 4 e 9 de outubro. No total 44 eventos foram disputados no Complexo Aquático SPM, incluindo seis para atletas com necessidades especiais.

## Medalhistas
Masculino
| Evento               | Ouro | Prata | Bronze |
| 50 metros livre      | Brent Hayden CAN Canadá                                                                                        | Roland Schoeman RSA África do Sul                                                                             | Gideon Louw RSA África do Sul                                                                                   |
| 50 metros livre S9   | Matthew Cowdrey AUS Austrália                                                                                  | Simon Miller ENG Inglaterra                                                                                   | Prasanta Karmaka IND Índia                                                                                      |
| 100 metros livre     | Brent Hayden CAN Canadá                                                                                        | Simon Burnett ENG Inglaterra                                                                                  | Eamon Sullivan AUS Austrália                                                                                    |
| 100 metros livre S8  | Ben Austin AUS Austrália                                                                                       | Sean Fraser SCO Escócia                                                                                       | Blake Cochrane AUS Austrália                                                                                    |
| 100 metros livre S10 | Benoît Huot CAN Canadá                                                                                         | Andrew Pasterfield AUS Austrália                                                                              | Rob Welbourn ENG Inglaterra                                                                                     |
| 200 metros livre     | Robert Renwick SCO Escócia                                                                                     | Kenrick Monk AUS Austrália                                                                                    | Thomas Fraser-Holmes AUS Austrália                                                                              |
| 400 metros livre     | Ryan Cochrane CAN Canadá                                                                                       | Ryan Napoleon AUS Austrália                                                                                   | David Carry SCO Escócia                                                                                         |
| 1500 metros livre    | Ryan Cochrane CAN Canadá                                                                                       | Heerden Herman RSA África do Sul                                                                              | Daniel Fogg ENG Inglaterra                                                                                      |
| 50 metros costas     | Liam Tancock ENG Inglaterra                                                                                    | Hayden Stoeckel AUS Austrália                                                                                 | Ashley Delaney AUS Austrália                                                                                    |
| 100 metros costas    | Liam Tancock ENG Inglaterra                                                                                    | Daniel Bell NZL Nova Zelândia                                                                                 | Ashley Delaney AUS Austrália                                                                                    |
| 200 metros costas    | James Goddard ENG Inglaterra                                                                                   | Gareth Kean NZL Nova Zelândia                                                                                 | Ashley Delaney AUS Austrália                                                                                    |
| 50 metros peito      | Cameron van der Burgh RSA África do Sul                                                                        | Glenn Snyders NZL Nova ZelândiaBrenton Rickard AUS Austrália                                                  | nenhum |
| 100 metros peito     | Cameron van der Burgh RSA África do Sul                                                                        | Christian Sprenger AUS Austrália                                                                              | Brenton Rickard AUS Austrália                                                                                   |
| 200 metros peito     | Brenton Rickard AUS Austrália                                                                                  | Michael Jamieson SCO Escócia                                                                                  | Christian Sprenger AUS Austrália                                                                                |
| 50 metros borboleta  | Jason Dunford KEN Quênia                                                                                       | Geoff Huegill AUS Austrália                                                                                   | Roland Schoeman RSA África do Sul                                                                               |
| 100 metros borboleta | Geoff Huegill AUS Austrália                                                                                    | Ryan Pini PNG Papua-Nova GuinéAntony James ENG Inglaterra                                                     | nenhum |
| 200 metros borboleta | Chad le Clos RSA África do Sul                                                                                 | Michael Rock ENG Inglaterra                                                                                   | Stefan Hirniak CAN Canadá                                                                                       |
| 200 metros medley    | James Goddard ENG Inglaterra                                                                                   | Joe Roebuck ENG Inglaterra                                                                                    | Leith Brodie AUS Austrália                                                                                      |
| 400 metros medley    | Chad le Clos RSA África do Sul                                                                                 | Joe Roebuck ENG Inglaterra                                                                                    | Riaan Schoeman RSA África do Sul                                                                                |
| 4x100 metros livre   | Kyle Richardson Eamon Sullivan Tommaso D'Orsogna James Magnussen Cameron Prosser* AUS Austrália                | Adam Brown Simon Burnett Ross Davenport Grant Turner ENG Inglaterra                                           | Gideon Louw Graeme Moore Roland Schoeman Darian Townsend RSA África do Sul                                      |
| 4x200 metros livre   | Thomas Fraser-Holmes Nicholas Ffrost Ryan Napoleon Kenrick Monk Leith Brodie* AUS Austrália                    | Andrew Hunter David Carry Jak Scott Robert Renwick Lewis Smith* Cameron Brodie* SCO Escócia                   | Jean Basson Darian Townsend Jan Venter Chad le Clos Sebastien Rousseau* Heerden Herman* RSA África do Sul       |
| 4x100 metros medley  | Ashley Delaney Brenton Rickard Geoff Huegill Eamon Sullivan Christian Sprenger* Kyle Richardson* AUS Austrália | Charl Crous Cameron van der Burgh Chad le Clos Gideon Louw Sebastien Rousseau* Jean Basson* RSA África do Sul | Liam Tancock Daniel Sliwinski Antony James Simon Burnett Christopher Walker-Hebborn* Adam Brown* ENG Inglaterra |

* Participaram apenas das eliminatórias.
Feminino
| Evento                  | Ouro                                                                      | Prata                                                                       | Bronze                                                                       |
| 50 metros livre         | Yolane Kukla AUS Austrália                                                | Francesca Halsall ENG Inglaterra                                            | Hayley Palmer NZL Nova Zelândia                                              |
| 50 metros livre S9      | Natalie du Toit RSA África do Sul                                         | Annabelle Williams AUS Austrália                                            | Stephanie Millward ENG Inglaterra                                            |
| 100 metros livre        | Alicia Coutts AUS Austrália                                               | Emily Seebohm AUS Austrália                                                 | Francesca Halsall ENG Inglaterra                                             |
| 100 metros livre S9     | Natalie du Toit RSA África do Sul                                         | Stephanie Millward ENG Inglaterra                                           | Ellie Cole AUS Austrália                                                     |
| 200 metros livre        | Kylie Palmer AUS Austrália                                                | Jazmin Carlin WAL País de Gales                                             | Rebecca Adlington ENG Inglaterra                                             |
| 400 metros livre        | Rebecca Adlington ENG Inglaterra                                          | Kylie Palmer AUS Austrália                                                  | Jazmin Carlin WAL País de Gales                                              |
| 800 metros livre        | Rebecca Adlington ENG Inglaterra                                          | Wendy Trott RSA África do Sul                                               | Melissa Gorman AUS Austrália                                                 |
| 50 metros costas        | Sophie Edington AUS Austrália                                             | Gemma Spofforth ENG Inglaterra                                              | Georgia Davies WAL País de GalesEmily Seebohm AUS Austrália                  |
| 100 metros costas       | Emily Seebohm AUS Austrália                                               | Gemma Spofforth ENG Inglaterra                                              | Julia Wilkinson CAN Canadá                                                   |
| 200 metros costas       | Meagen Nay AUS Austrália                                                  | Elizabeth Simmonds ENG Inglaterra                                           | Emily Seebohm AUS Austrália                                                  |
| 50 metros peito         | Leiston Pickett AUS Austrália                                             | Leisel Jones AUS Austrália                                                  | Kate Haywood ENG Inglaterra                                                  |
| 100 metros peito        | Leisel Jones AUS Austrália                                                | Samantha Marshall AUS Austrália                                             | Kate Haywood ENG Inglaterra                                                  |
| 200 metros peito        | Leisel Jones AUS Austrália                                                | Tessa Wallace AUS Austrália                                                 | Sarah Katsoulis AUS Austrália                                                |
| 50 metros borboleta     | Francesca Halsall ENG Inglaterra                                          | Marieke Guehrer AUS Austrália                                               | Emily Seebohm AUS Austrália                                                  |
| 100 metros borboleta    | Alicia Coutts AUS Austrália                                               | Ellen Gandy ENG Inglaterra                                                  | Jemma Lowe WAL País de Gales                                                 |
| 100 metros borboleta S9 | Natalie du Toit RSA África do Sul                                         | Stephanie Millward ENG Inglaterra                                           | Ellie Cole AUS Austrália                                                     |
| 200 metros borboleta    | Jessicah Schipper AUS Austrália                                           | Audrey Lacroix CAN Canadá                                                   | Ellen Gandy ENG Inglaterra                                                   |
| 200 metros medley       | Alicia Coutts AUS Austrália                                               | Emily Seebohm AUS Austrália                                                 | Julia Wilkinson CAN Canadá                                                   |
| 400 metros medley       | Hannah Miley SCO Escócia                                                  | Samantha Hamill AUS Austrália                                               | Keri-Anne Payne ENG Inglaterra                                               |
| 4x100 metros livre      | Alicia Coutts Marieke Guehrer Felicity Galvez Emily Seebohm AUS Austrália | Amy Smith Francesca Halsall Emma Saunders Jessia Sylvester ENG Inglaterra   | Hayley Palmer Penelope Marshall Amaka Gessler Natasha Hind NZL Nova Zelândia |
| 4x200 metros livre      | Kylie Palmer Blair Evans Bronte Barratt Meagen Nay AUS Austrália          | Lauren Boyle Penelope Marshall Amaka Gessler Natasha Hind NZL Nova Zelândia | Joanne Jackson Rebecca Adlington Emma Saunders Sasha Matthews ENG Inglaterra |
| 4x100 metros medley     | Emily Seebohm Leisel Jones Jessicah Schipper Alicia Coutts AUS Austrália  | Gemma Spofforth Kate Haywood Ellen Gandy Francesca Halsall ENG Inglaterra   | Julia Wilkinson Annamay Pierse Audrey Lacroix Victoria Poon CAN Canadá       |

## Quadro de medalhas
| Ordem | País             | Medalha de ouro | Medalha de prata | Medalha de bronze | Total |
| ----- | ---------------- | --------------- | ---------------- | ----------------- | ----- |
| 1     | Austrália        | 22              | 16               | 16                | 54    |
| 2     | Inglaterra       | 7               | 16               | 11                | 34    |
| 3     | África do Sul    | 7               | 4                | 5                 | 16    |
| 4     | Canadá           | 5               | 1                | 4                 | 10    |
| 5     | Escócia          | 2               | 3                | 1                 | 6     |
| 6     | Quénia           | 1               |                  |                   | 1     |
| 7     | Nova Zelândia    |                 | 4                | 2                 | 6     |
| 8     | País de Gales    |                 | 1                | 3                 | 4     |
| 9     | Papua-Nova Guiné |                 | 1                |                   | 1     |
| 10    | Índia            |                 |                  | 1                 | 1     |
| TOTAL | TOTAL            | 44              | 46               | 43                | 133   |